# Loris Frasca
Loris Frasca (Forbach, 3 luglio 1995) è un ginnasta francese.

## Biografia
È stato allenato da Willy Moy, Roby Herrmann e Nino Burgio. In seguito la sua preparazione è stata seguita da Philippe Carmona.
Ai Giochi del Mediterraneo di Tarragona 2018 si è aggiudicato la medaglia d'oro nel volteggio, precedendo sul podio i turchi Ahmet Önder e Ferhat Arıcan, e quella di bronzo nel concorso a squadre, gareggiando con Axel Augis, Julien Gobaux, Paul Degouy e Cyril Tommasone.
Agli europei di Glasgow 2018 ha guadagnato il bronzo nei concorso a squadre, con Julien Gobaux, Edgar Boulet, Cyril Tommasone e Axel Augis. Nel corpo libero si è classificato dodicesimo.
Agli Europei individuali di Stettino 2019 si è piazzato nono nel concorso individuale. Ha fatto parte della spedizione francese ai Giochi europei di Minsk 2019, dove non è riuscito a salire sul podio. Ai mondiali di Stoccarda 2019 ha ottenuto il diciannovesimo posto nel concorso individuale, che gli ha consentito di qualificarsi ai Giochi olimpici estivi di Tokyo 2020.
Agli europei individuali di Basilea 2021 ha concluso all'ottavo posto nel volteggio.

## Palmarès
- Europei

Glasgow 2018: bronzo nei concorso a squadre
- Giochi del Mediterraneo
- Tarragona 2018: oro nel volteggio; bronzo nel concorso a squadre;